# Vittorio Monti
Vittorio Monti (Nápoles, 6 de enero de 1868-20 de junio de 1922) fue un compositor, violinista y director de orquesta italiano.

## Biografía
Estudió violín y composición en el Conservatorio de San Pietro a Maiella y en 1886 se trasladó a París, donde a partir de 1900 fue nombrado director de la Lamoureux Orchestre. Con esta compuso y ejecutó numerosas obras. Monti se hizo famoso principalmente por haber compuesto la muy conocida pieza Zardas para violín o mandolina y piano (1904), y además por sus pantomimas, operetas, ballets y piezas para violín.